# 奥昔卡因
奥昔卡因（INN：oxetacaine，USAN：oxethazaine）是一种有效的局部麻醉剂，用于口服以消除胃部不适及酸诱导的食管疼痛，常与抗酸剂合并使用。奥昔卡因也用于缓解与消化性溃疡疾病或食管炎相关的疼痛，甚至可局部使用于痔疮疼痛。口服奥昔卡因制剂可在几个国家获得，包括印度，南非，日本和巴西，但不包括美国。
与大多数局部麻醉剂不同，奥昔卡因在强酸性条件下不分解。